# Aplastodiscus albosignatus
Espèce
Synonymes
- Hyla albosignata Lutz & Lutz, 1938

Statut de conservation UICN

 LC  : Préoccupation mineure
Aplastodiscus albosignatus est une espèce d'amphibiens de la famille des Hylidae.

## Répartition
Cette espèce est endémique du Sud-Est du Brésil. Elle se rencontre entre 800 à 1 200 m d'altitude dans la Serra do Mar et de la Serra da Mantiqueira,.

## Publication originale
- Lutz & Lutz, 1938 : On Hyla aurantiaca Daudin and Sphoenorhynchus Tschudi, and on two allied Hylae from South-Eastern Brazil. II. Two new Hylidae, H. albosignata, n. sp. and H. pickeli, n. sp. Anais da Academia Brasileira de Ciências, vol. 10, no 2, p. 175-194.